# DB Boulevard
DB Boulevard fue un trío musical italiano de house-pop actualmente compuesto por Diego Broggio, Mauro Ferrucci y Tommaso Vianello (Tommy Vee).

## Historia
Formado en Padua en 2001. En diciembre de 2001, el sencillo «Point of View» (respaldado por la voces de la cantante italiana Moony), ganó una gran popularidad en las listas de todo el mundo. Éste ocupó los primeros lugares en ventas en Italia, el tercero en el Reino Unido, y el primero en las listas de música dance de Billboard de los Estados Unidos.
En el mismo año, DB Boulevard ganó los Italian Dance Awards y fue nominado para los MTV Europe Music Awards 2002 en Barcelona en la categoría de Mejor Artista de Dance.
Decididos a continuar en el camino exitoso, en septiembre de 2002 publican su segundo sencillo «Believe» (con las voces de Louise Rose) y no decepcionaron las expectativas, ya que nuevamente fueron candidatos en los Italian Dance Awards.
En octubre de 2003 lanzaron el tercer sencillo «Hard Frequency» en la que incluye la voz de Alessio Ventura, integrante de la banda de pop rock Dhamm. La banda encuentra en Ventura en un componente ideal para las voces, y después de un drástico cambio de ruta estilística (pasando del disco-house a la canción pop) aparecen en el Festival de Sanremo 2004, esta vez con una canción italiana titulada «Basterà». En esta experiencia, participa Bill Wyman, un bajista histórico de los Rolling Stones, y su productor y líder, Mauro Ferrucci, gana el premio al mejor productor.
Ya en 2004, publican su álbum debut, Frequencies, que contiene todos sus sencillos anteriores.
Luego de un año y medio de ausencia en el mercado discográfico, en junio de 2006 regresan con un sencillo más fiel a la línea original, «Chance of a Miracle». La interpretación esta vez ha sido confiada a una de las voces más reconocidas de la escena internacional de la música dance, JD Davis.
Dos años más tarde, en noviembre lanzan «You're the One» con las voces del británico Kenny Thomas.
Además, cada uno de los productores de la banda tienen diversos proyectos por fuera de DB Boulevard, así como Tommy Vee y Mauro Ferrucci integran el proyecto musical T&F vs. Moltosugo.

## Discografía

### Álbumes
- Frequencies (2004)

### Sencillos
- "Point of View" (2001)
- "Believe" (2002)
- "Hard Frequency" (2002)
- "Basterà" (2004)
- "Pronta a Splendere (Better Day)" (2004)
- "Chance of a Miracle" (2006)
- "You're the One" (2008)

### Remixes
- 2002: Tweet – Boogie 2nite (T&F Crushed DB Boulevard Club)
- 2002: Lucrezia – Lookin' 4 Love
- 2003: Laura Pausini – If That's Love
- 2003: Soulstatic – Bang Bang Bang!
- 2004: T&F vs. Moltosugo feat. CeCe Rogers – I Can't Get Over You
- 2005: Tempramentals – I Could Let You Love Me
- 2005: Ivan Mastermix & Robert Fisher feat. Yusta – You to Me Are Everything
- 2006: Booty Luv – Boogie 2nite